# Andrea Baker
Andrea Baker (Washington D.C., 7 juli 1970) is een Amerikaanse actrice en stemactrice. 

## Biografie
Baker heeft gestudeerd aan de Universiteit van Georgetown in Washington D.C.. Hierna ging zij met een vriend op een reis per auto door Amerika en kwamen uit in Los Angeles en bleven daar. Zij ging daar voor zes weken een les volgen met Acteren voor Commercials op de Tepper Callegos Casting, waar zij ook haar toekomstige agent, Steve Simon, ontmoette. Zij startte haar carrière met televisiecommercials. 
Baker begon in 1997 met acteren in de film Ice Scream. Hierna heeft ze nog meerdere rollen gespeeld (als voice-over en als actrice) in televisiefilms en televisieseries, zij is vooral bekend als voice-over actrice voor de animatieserie Totally Spies in de Engelse versie waarin zij haar stem verleende voor de karakter Clover in 84 afleveringen (2001-2006).
Baker is geboren met de naam Taylor maar heeft de naam aangenomen Baker van haar man toen zij in 2001 met hem trouwde, die zij ontmoet heeft bij de opname van de film What Women Want. Zij hebben samen twee kinderen.

## Filmografie

### Animatiefilms
- 2009 Totally Spies! The Movie – als Clover
- 2001 Final Fantasy: The Spirits Within – als toegevoegde stemmen
- 2000 Dinosaur – als toegevoegde stemmen

### Televisiefilms
- 2024 Sancta - als Klementia
- 2009 Jennifer's Body – als stemcteur (stem)
- 2004 Paparazzi – als Emily
- 2000 What Women Want – als kantoor assistente
- 2000 Panic – als Candice
- 1998 Pleasantville – als Peggy Jane
- 1997 Ice Scream – als kind in de park

### Animatieseries
- 2001 – 2014 Totally Spies – als Clover (Engelse versie) – 116 afl.
- 1999 Sonic Underground – als toegevoegde stemmen - ? afl.

### Televisieseries
- 2006 Prescriptions – als Ella Baker - ? afl.
- 1999 Buffy the Vampire Slayer – als verkoopster – 1 afl.
- 1999 Charmed – als vrouwelijke slachtoffer – 1 afl.
- 1998 Beverly Hills, 90210 – als Julie Muntz – 2 afl.

### Computerspellen
- 2012 Resident Evil 6 - als burger
- 2010 Metal Gear Solid: Peace Walker – als soldaten (stem)
- 2007 Unreal Tournament 3 – als Jester (stem)

## Theater
- Patty Hearst – als prinses Patty
- California Suite - als Hannah Warren
- The Importance of Being Earnest – als Cecily
- A Nightingale Sang – als Helen
- Hello from Bertha – als Bertha
- Butterflies Are Free - als Jill
- Voice of the Turtle - als Olive

- Bibliothèque nationale de France: cb151051893 (data)
- International Standard Name Identifier: 0000 0000 0254 9997
- Virtual International Authority File: 69226249